# Xenaleyrodes eucalypti
Xenaleyrodes eucalypti es un hemíptero de la familia Aleyrodidae, subfamilia Aleyrodinae.
Fue descrita científicamente por primera vez por Dumbleton en 1956.